# Mario Marè
Mario Marè (Firenze, 27 giugno 1921 – Milano, 14 dicembre 1993) è stato un pittore italiano.
Ha insegnato pittura a Milano al Centro d'Arte Augusto Colombo.

## Biografia
Nasce a Firenze il 27 giugno 1921. Inizia a disegnare e a dipingere giovanissimo come autodidatta. Deve seguire il padre che per ragioni di lavoro si trasferisce a Milano dove continua a dipingere, ma per motivi economici si impiega in banca. Nel periodo tra il 1947 e il 1948 frequenta l'atelier del pittore Augusto Colombo per approfondire le tecniche pittoriche e per lo studio del ritratto. Tra Marè e il maestro Colombo si instaura una profonda affinità artistica tanto da fare scrivere a Vittorio Beonio Brocchieri a proposito di Marè: "non un allievo a rimorchio, ma un discepolo-pioniere"
Nel 1951, dopo un primo periodo di attività pittorica, esercitata con mezzi materialmente tradizionali, nell'intento di trovare una strada di rinnovamento anche attraverso il mezzo, si indirizza, senza ovviamente trascurare la pittura eseguita con mezzi tradizionali, verso lo studio dello smalto «a gran fuoco» su metallo. Le sue opere in smalto avranno prevalentemente come supporto il rame. Questa tecnica lo affascina e gli fa affermare in un'intervista: "Lo smalto è un'arte di lusso, bisogna esserne innamorati fino al delirio oppure bisogna aver perso la testa. Perché si rischia anche di ustionarsi, di scorticarsi. Il fuoco è fuoco: e questo è circa un sesto della temperatura solare. Lavoriamo ai limiti della fisica atomica. Però quando il quadro riesce ...".. Rifacendosi agli antichi maestri (limosini, bizantini, toscani, ecc.) ne studia le tecniche fino a raggiungere un suo personale linguaggio ed elaborando tecniche da lui inventate porta l'arte dello smalto da espressione prevalentemente decorativa a vero e proprio mezzo pittorico, dando luogo così a un'autentica innovazione nell'arte della pittura.
Nel 1960 abbandona l'impiego per dedicarsi completamente all'arte e nel 1964 allestisce una personale alla Galleria Gavioli di Milano Collabora con Augusto Colombo traducendo a smalto una sua Via Crucis collocata nella cappella dell'Ospedale Sant'Anna di Como.
Nel 1965 espone presso la LXVI mostra annuale d'arte al Palazzo della Permanente di Milano, al
10º Premio Nazionale di pittura «Maschere e Carnevale» organizzato dalla Bottega dei Vageri di Viareggio e alla III Biennale d'Arte del Metallo a Gubbio.
Nel 1966 le sue opere sono esposte alla III Mostra d'Arte Contemporanea al Palazzo Reale di Milano, alla Mostra di Pittura Città di Mortara, alla Mostra della Resistenza al Palazzo Gotico di Piacenza ed altre. Partecipa inoltre al Premio Merlo di Vigevano.
Nel 1969 fonda, insieme con altri ex allievi e con i figli di Augusto Colombo, il Centro d'Arte Augusto Colombo di cui diviene il presidente. Oltre all'attività culturale esercitata ufficialmente con il Centro d'Arte, per cui chiama i nomi più illustri a collaborare con conferenze, tavole rotonde, scritti, intensifica anche la sua partecipazione personale collaborando con scritti, disegni, conferenze, interventi con riviste e giornali. Continua ad operare nella pittura a connotazione figurativa, sia con i mezzi tradizionali sia con lo smalto, e va lentamente trasformandosi non trascurando, nel contempo, esperimenti astratteggianti e astratti. Da questo momento, in coerenza anche con un'azione di costume che va conducendo, decide di limitare la partecipazione a collettive e a premi.
Nel 1970 allestisce una mostra personale alla Galleria S. Jacopo di Firenze e l'anno successivo, sempre a Firenze, partecipa al Premio Brunellesco. Nel 1972 pubblica una raccolta di poesie, Foglie gialle.
Nel 1973 tiene una personale alla Galleria La Nuova Sfera di Milano e inizia una serie di studi e ricerche per una nuova espressione alla quale da tempo sta meditando. Nel 1974 attraversa un breve periodo chiamato degli «Ultimi Idoli», in cui si esprime mediante avveniristiche figure mitologiche con le quali, immaginando un mondo già distrutto, tenta di ammonire l'uomo che va verso una folle autodistruzione. Riprende gli studi per una nuova espressione e, dopo una lunga riflessione, giunge a una idea-pensiero: la rappresentazione del tempo identificandolo nell'istante. Ne completa un primo periodo. Sempre nello stesso anno espone in una mostra personale alla Galleria Civica di Campione d'Italia organizzata dal Comune Gli viene proposto l'insegnamento della pittura al Centro d'Arte Augusto Colombo, incarico che accetta perché vi coglie una occasione per manifestare certe sue convinzioni sulla didattica e sull'arte in contrapposizione ad altre, in quel momento specialmente, largamente dominanti.
Nel 1975 partecipa al Premio Sant'Eligio organizzato dal Museo della Scienza di Milano con esposizione e premiazione a Vicenza ed espone i suoi lavori in una mostra di grafica a Brescia e in una personale alla Galleria The Judgement di Padova.
Nel 1977, in una mostra personale alla Galleria La Nuova Sfera di Milano, presenta ufficialmente la sua nuova pittura con la quale si sforza di tendere verso un nuovo senso dell'arte che possa essere il tramite per la sollecitazione alla ricerca di un modo diverso di raggiungere una pulita e veramente sociale convivenza al di fuori delle idee e dei mezzi che sino ad oggi si sono alternati e che ad altro non hanno portato se non alla creazione e proliferazione di faide politiche. Marè ha fatto suo, in un certo qual modo, l'assunto platonico per cui l'uomo deve occuparsi prima di se stesso, poi della società. A individuo eccellente società eccellente. Questa pittura verrà chiamata: «dell'istante». Pubblica inoltre un romanzo satirico - filosofico, L'ottava a destra.

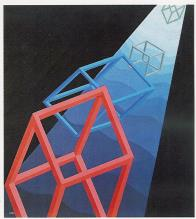
Istante (Ascensione), 1984, Olio

Nel 1978 tiene un personale antologica alla Galleria Comanducci. Michele Emmer docente all'istituto matematico Guido Castelnuovo dell'Università di Roma, e studioso anche delle relazioni fra arte e matematica, si interessa alla sua opera per inserirlo in un filmato sui «solidi platonici».
Nel 1979 espone in una mostra personale alla Citibank di Milano e Parigi alla mostra Les Artistes d'Italie.
Nel 1981 pubblica per le Edizioni de Il Castello un libro sull'arte dello smalto, Lo smalto a fuoco su metalli, primo manuale per l'Italia. Viene invitato a Torino al Congresso "Lo smalto 3000 anni dopo" i cui lavori vengono aperti con la sua relazione Lo smalto: alchimia dell'arte.
Nel 1982 espone ancora a Parigi a Le Salon des Nations. Viene invitato dal Comune di Marsala alla Rassegna Nazionale di Pittura e premiato per la sua attività. Svolge una feconda attività nell'ambito del Sindacato Arti Visive e intensifica i suoi rapporti con l'ambiente artistico. L'anno seguente partecipa a una mostra alla Civica Galleria d'Arte Contemporanea di Ascoli Piceno ed espone in due mostre personali, al Collegio Cairoli dell'Università degli Studi di Pavia e alla Galleria Vismara di Milano.
Nel 1984 partecipa alla mostra Flatland alla Galleria Il Salotto di Como, in cui esplora il rapporto tra arte e matematica, in relazione soprattutto alle pluridimensionalità spazio-temporali evocate dal romanzo di Edwin Abbot Abbott
Nel 1985, alcune sue opere vengono esposte alla I Biennale Internazionale d'Arte Contemporanea di Milano. Partecipa a "L'arte in Italia 1958-1985" al Castello Aragonese di Baia Bacoli (Napoli), a cura di Carmine Benincasa. Espone in una mostra personale alla Galleria Michaud di Firenze che, suo malgrado, è costretto a seguire saltuariamente con molta fatica, a causa di gravi motivi di salute.
Nel 1986 riprende a fatica la sua attività, incoraggiato da amici ed estimatori e tiene una mostra personale alla Galleria Radice di Lissone. Nello stesso anno partecipa a numerose collettive, tra cui la mostra "Esmaltes internacionales" al Palacio Municipal de Exposiciones di La Coruña, in Spagna, l'VIII Biennale internazionale d'arte dello smalto a Limoges in Francia e la I Biennale internazionale dello smalto a Laval in Canada. Prosegue intanto l'attività nell'ambito del Sindacato Nazionale Artisti come membro del gruppo dirigente a Milano e nel 1987 collabora a Quetzalcoatl, il giornale del sindacato.
Tra il 1988 e il 1989 partecipa a diverse collettive: a Milano alla Galleria Vismara e a Campobasso a "Linee - Incontri di arti visive". Nel maggio 1989, per una banale caduta che gli provoca la frattura di un femore, è costretto a sottoporsi a una lunga serie di operazioni chirurgiche e di cure mediche che ne condizionano l'attività.
Nel 1990 partecipa alla collettiva "Ritrovamento della Croce" al Palazzo Vittorio Veneto di Lissone
È costretto a essere operato più di una volta per il femore fratturato. La sua vista peggiora e ciò, oltre a essere motivo di ulteriore impedimento al lavoro, lo costringe a un'ennesima operazione.
Stremato dal lungo calvario fisico e psicologico, si spegne il 14 dicembre 1993.

## Opere letterarie

### Libri
- Foglie gialle, Bino Rebellato, Padova, 1972, raccolta di versi.
- L'ottava, a destra, Il Sagittario Rosso, Milano, 1977, romanzo.
- Lo smalto a fuoco su metalli, Il Castello, Milano, 1981, manuale.

### Articoli
- Tra i tubi di Pompidou, Presenze, n. 11, giugno 1977.
- Brevi appunti sulla storia degli smalti, L'Indice, n.1, gennaio-febbraio 1979.
- Chardin al Grand Palais, L'Indice, n. 3-4, giugno-agosto 1979.
- Un poeta di fronte a un quadro di Giorgio Morandi, L'Indice, n. 5-6, settembre-ottobre 1979.
- Come si può diventare caposcuola (sotto lo pseudonimo Maremma), L'Indice, n. 5-6, settembre-ottobre 1979.
- La scoperta dell'acqua calda (sotto lo pseudonimo Maremma), L'Indice, n. 7-9, novembre-dicembre 1979.
- Arte e società, L'Indice, n. 1-2, gennaio-febbraio 1980.
- Utopia?, L'Indice, n. 3-4, aprile-maggio 1980.
- Lo smalto: alchimia dell'arte, Notiziario Centro Italiano Smalti, n. 4, ottobre-dicembre 1981.
- Alberto Magnelli, L'Indice, numero unico, 1982.
- L'arte dello smalto, 12 puntate su Notiziario Centro Italiano Smalti, dal n. 1 del gennaio 1981 al n. 12 del dicembre 1985,
- A fianco di tanti amici tra ricerca e passione, in Centro d'Arte Augusto Colombo 1969-1984, Milano, 1985,
- Arte e mass media, Imago, n. 2,1987.
- Gli studi degli artisti: come risolvere il problema?, Quetzalcoatl, numero unico, giugno 1987,
- Delle graduatorie in arte, Imago, n, 5, 1989,

## Retrospettive
- Galleria Radice, Lissone, 1994
- Teatro dell'Orologio, Roma, maggio-giugno 1995
- Società Umanitaria, Milano, 6-27 novembre 1996

## Pubblicazioni su Mario Marè
- L'istante, Silvana Editoriale, Milano, 1982.
- Nel fuoco dell'arte, Mazzotta, Milano, 1996, ISBN 88-202-1201-3.
- Il mestiere dell'arte: il caso di Mario Marè, Pavia, 2004.